# Брегенвурст
Бре́генвурст (нем. Bregenwurst) — сыровяленая или слабокопчёная колбаса, типичная для северо-западных и центральных регионов Германии.
Брегенвурст является традиционным колбасным продуктом в землях Нижняя Саксония и Саксония-Ангальт. В его состав входят: нежирная свинина, свиная брюшина, лук, пищевая соль и чёрный перец. Как правило, подаётся к столу с грюнколем. В этом случае брегенвурст предварительно некоторое время тушится вместе с капустой. На севере Германии брегенвурст с грюнколем — элемент зимнего кулинарного обычая.
На нижненемецком диалекте Bregen или Brägen означает «мозг», что указывает на то, что ранее в состав этой колбасы входил также свиной мозг. В настоящее время использование мозга при приготовлении брегенвурст запрещено.